# Гуатеке
Гуатеке (исп. Guateque) — город и муниципалитет в центральной части Колумбии, на территории департамента Бояка. Входит в состав Восточной провинции.

## История
Поселение, из которого позднее вырос город, было основано в 1636 году. Муниципалитет Гуатеке был выделен в отдельную административную единицу в 1778 году.

## Географическое положение
Город расположен в юго-западной части департамента, в гористой местности Восточной Кордильеры, на расстоянии приблизительно 55 километров к юго-юго-западу (SSW) от города Тунха, административного центра департамента. Абсолютная высота — 1801 метр над уровнем моря.
Муниципалитет Гуатеке граничит на северо-востоке с территорией муниципалитета Тенса, на востоке — с муниципалитетом Сутатенса, на юго-востоке — с муниципалитетом Сомондоко, на юге — с муниципалитетом Гуаята, на западе и северо-западе — с территорией департамента Кундинамарка. Площадь муниципалитета составляет 36,04 км².

## Население
По данным Национального административного департамента статистики Колумбии, совокупная численность населения города и муниципалитета в 2015 году составляла 9603 человека.
Динамика численности населения муниципалитета по годам:
| 2005   | 2006   | 2007   | 2008   | 2009 | 2010 | 2011 | 2012 | 2013 | 2014 | 2015 |
| ------ | ------ | ------ | ------ | ---- | ---- | ---- | ---- | ---- | ---- | ---- |
| 10 171 | 10 119 | 10 071 | 10 020 | 9970 | 9915 | 9863 | 9794 | 9726 | 9677 | 9603 |

Согласно данным переписи 2005 года мужчины составляли 48,3 % от населения Гуатеке, женщины — соответственно 51,7 %. В расовом отношении белые и метисы составляли 99,1 % от населения города; индейцы — 0,7 %; негры, мулаты и райсальцы — 0,2 %.
Уровень грамотности среди всего населения составлял 88 %.

## Экономика
53,5 % от общего числа городских и муниципальных предприятий составляют предприятия торговой сферы, 33,1 % — предприятия сферы обслуживания, 11,3 % — промышленные предприятия, 2,1 % — предприятия иных отраслей экономики.

## Транспорт
Через город проходит национальное шоссе № 56 (исп. Ruta Nacional 56).